# Mausoleo romano di Cordova

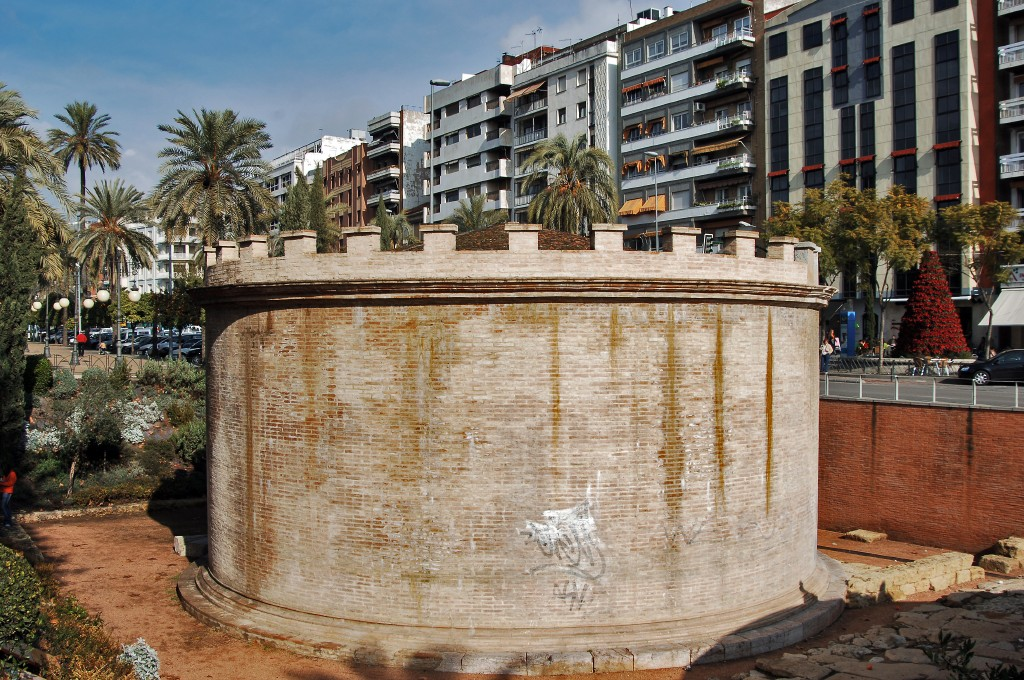
Mausoleo romano di Cordova.

Il mausoleo romano di Cordova è un'antica struttura ubicata nei giardini della Vittoria di Cordova, in Andalusia.
È un monumento funerario a forma cilindrica che corrisponde a un gruppo di monumenti funerari dell'età repubblicana romana, risalenti al I secolo d.C.. È stato scoperto nel 1993 durante alcuni scavi archeologici.
Il mausoleo include la tomba a camera dove è collocata l'urna, nonché dei resti del basamento, dei cornicioni e del parapetto merlato. Inusuale per tali strutture nell'antica Betica, potrebbe essere stato progettato da un architetto italiano, a causa delle somiglianze con altri mausolei presenti a Roma e nel resto dell'Italia. Le sue dimensioni suggeriscono che appartenesse a una famiglia benestante.
Il monumento è situato lungo la strada che connetteva la Cordova romana con l'antica città di Hispalis, l'odierna Siviglia, mentre usciva dalla città dalla porta occidentale, detta anche Porta Principalis Sinistra o Puerta de Gallegos. Il sito archeologico include anche resti del pavimento di quest'ultima.